# مسابقات جهانی دو و میدانی ۲۰۰۳
مسابقات جهانی دو و میدانی ۲۰۰۳ (به انگلیسی: 2003 World Championships in Athletics) نهمین دوره مسابقات جهانی دو و میدانی بوده‌است که در شهر سن دنی، سن سن دنی، فرانسه زیر نظر اتحادیه بین‌المللی فدراسیون‌های دو و میدانی برگزار شده‌است.
این مسابقات از ۲۳ اوت تا ۳۱ اوت ۲۰۰۳ با حضور ۱٬۶۷۹ ورزشکار از ۱۹۸ کشور جهان انجام شده‌است.

## رشته‌های ورزشی
- ۱۰۰ متر
- ۲۰۰ متر
- ۴۰۰ متر
- ۸۰۰ متر
- ۱٬۵۰۰ متر
- ۵٬۰۰۰ متر
- ۱۰٬۰۰۰ متر
- ماراتون
- ۱۱۰ متر با مانع
- ۴۰۰ متر با مانع
- ۳٬۰۰۰ متر با مانع
- دو ۲۰ کیلومتر
- دو ۵۰ کیلومتر
- ۴x۱۰۰ متر امدادی
- ۴x۴۰۰ متر امدادی
- پرش ارتفاع
- پرش با نیزه
- پرش طول
- پرش سه‌گام
- پرتاب وزنه
- پرتاب دیسک
- پرتاب چکش
- پرتاب نیزه
- دهگانه

## مدال‌ها بر پایه کشور
| رتبه | کشور                | طلا | نقره | برنز | مجموع |
| ۱.   | ایالات متحده آمریکا | ۸   | ۷    | ۱    | ۱۶    |
| ۲.   | روسیه               | ۷   | ۷    | ۵    | ۱۹    |
| ۳.   | فرانسه              | ۳   | ۳    | ۲    | ۸     |
| ۴.   | اتیوپی              | ۳   | ۲    | ۲    | ۷     |
| ۵.   | بلاروس              | ۳   | ۱    | ۳    | ۷     |
| ۶.   | سوئد                | ۲   | ۱    | ۲    | ۵     |
| ۷.   | کنیا                | ۲   | ۱    | ۱    | ۴     |
| ۷=   | آفریقای جنوبی       | ۲   | ۱    | ۱    | ۴     |
| ۹.   | مراکش               | ۲   | ۱    | ۰    | ۳     |
| ۱۰.  | یونان               | ۱   | ۱    | ۲    | ۴     |
| ۱۱.  | کوبا                | ۱   | ۱    | ۰    | ۲     |
| ۱۲.  | ایتالیا             | ۱   | ۰    | ۲    | ۳     |
| ۱۳.  | کانادا              | ۱   | ۰    | ۱    | ۲     |
| ۱۴.  | الجزایر             | ۱   | ۰    | ۰    | ۱     |
| ۱۴=  | استرالیا            | ۱   | ۰    | ۰    | ۱     |
| ۱۴=  | جمهوری دومینیکن     | ۱   | ۰    | ۰    | ۱     |
| ۱۴=  | اکوادور             | ۱   | ۰    | ۰    | ۱     |
| ۱۴=  | لیتوانی             | ۱   | ۰    | ۰    | ۱     |
| ۱۴=  | مکزیک               | ۱   | ۰    | ۰    | ۱     |
| ۱۴=  | موزامبیک            | ۱   | ۰    | ۰    | ۱     |
| ۱۴=  | لهستان              | ۱   | ۰    | ۰    | ۱     |
| ۱۴=  | قطر                 | ۱   | ۰    | ۰    | ۱     |
| ۱۴=  | سنت کیتس و نویس     | ۱   | ۰    | ۰    | ۱     |
| ۲۴.  | جامائیکا            | ۰   | ۴    | ۲    | ۶     |
| ۲۵.  | اسپانیا             | ۰   | ۳    | ۲    | ۵     |
| ۲۶.  | مجارستان            | ۰   | ۲    | ۰    | ۲     |
| ۲۷.  | آلمان               | ۰   | ۱    | ۳    | ۴     |
| ۲۷=  | ژاپن                | ۰   | ۱    | ۳    | ۴     |
| ۲۷=  | اوکراین             | ۰   | ۱    | ۳    | ۴     |
| ۳۰.  | بریتانیای کبیر      | ۰   | ۱    | ۲    | ۳     |
| ۳۱.  | برزیل               | ۰   | ۱    | ۰    | ۱     |
| ۳۱=  | کامرون              | ۰   | ۱    | ۰    | ۱     |
| ۳۱=  | جمهوری چک           | ۰   | ۱    | ۰    | ۱     |
| ۳۱=  | استونی              | ۰   | ۱    | ۰    | ۱     |
| ۳۱=  | جمهوری ایرلند       | ۰   | ۱    | ۰    | ۱     |
| ۳۱=  | ترینیداد و توباگو   | ۰   | ۱    | ۰    | ۱     |
| ۳۱=  | ترکیه               | ۰   | ۱    | ۰    | ۱     |
| ۳۸.  | باهاما              | ۰   | ۰    | ۳    | ۳     |
| ۳۹.  | چین                 | ۰   | ۰    | ۲    | ۲     |
| ۴۰.  | هند                 | ۰   | ۰    | ۱    | ۱     |
| ۴۰=  | قزاقستان            | ۰   | ۰    | ۱    | ۱     |
| ۴۰=  | هلند                | ۰   | ۰    | ۱    | ۱     |
| ۴۰=  | سنگال               | ۰   | ۰    | ۱    | ۱     |